# Mix Megapol 107,0 Malmö
Mix Megapol Radio City 107,0 är en svensk radiostation, en av de två stationer som har koncession att sända från Lund. Stationens huvudfrekvens 107,0 från Lund. Den har även en slavsändare i Malmö på frekvensen 107,4. Sändningarna går även att höra via Mix Megapols mediaspelare på nätet. Stationen släcktes ner 12 oktober 2012 och sändningarna från Stockholm började sändas på frekvenserna istället.

## Historia
Likt de andra City-stationerna i de tre storstäderna har denna station sitt ursprung i de radiosändningar som finansierades av Svenska arbetsgivarföreningen. Frekvensen 107,0 auktionerades ut den 6 december 1993. Auktionen vanns av G-E Cityradio i Malmö AB som fick betala 1 200 000 kronor, vilket innebar att frekvensen blev den billigaste i Malmö/Lund-området - konkurrenten Big Radio fick betala nästan dubbelt så mycket för sin licens.
Sändningarna kom igång den 20 januari 1994. SBS blev störste ägare samma år. Stationen kallades under en period "City 107", men blev senare "Radio City 107,0".
SBS slog 2003 ihop sin radioverksamhet med Bonnier, vilket innebar att Radio City fick samma ägare som konkurrenten Mix Megapol 106,1. De fortsatte sända sida vid sida. De två stationerna hade snarlika musikformat, även om Radio City var lokalt producerad och Mix Megapol i stort sett enbart återutsände nationella program. Den 3 mars 2006 slogs stationerna samman. Detta innebar i praktiken att Radio City började använda namnet Mix Megapol Radio City 107,0, samtidigt som Mix Megapols frekvens började användas för The Voice. Namnet "Radio City" fasas gradvis ut till förmån för Mix Megapol.
Den 8 oktober 2012 informerades det om att Mix Megapol Malmö läggs ner.
På kvällen den 12 oktober 2012 släcktes Mix Megapol Malmö ner och togs över av de nationella sändningarna från Stockholm.

## Morgongänget
Likt övriga City-stationer har stationen använt konceptet Morrongänget för sitt morgonprogram. Morrongänget leds av Henrik Wiberg, Patrick Olsson och Susanna Dzamic. Andra programledare är Jane Tilly.